# Günther Heydemann

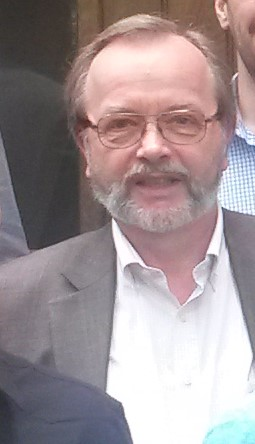
Günther Heydemann, 2016

Günther Heydemann (* 14. März 1950 in Burghausen) ist ein deutscher Historiker. Er war von 1993 bis 2016 Professor für Neuere und Zeitgeschichte an der Universität Leipzig und von 2009 bis 2016 Direktor des Hannah-Arendt-Instituts für Totalitarismusforschung an der TU Dresden.

## Leben
Günther Heydemann leistete nach dem Abitur 1969 in Forchheim Wehrdienst bei der Gebirgsjägertruppe der Bundeswehr. Ab 1970 studierte er an der Friedrich-Alexander-Universität Erlangen-Nürnberg Geschichtswissenschaft, Germanistik, Gemeinschaftskunde und Italienische Sprache. Er wurde Mitglied der Burschenschaft der Bubenreuther. Er wechselte an die Universität Bonn, die Universität Pisa und die Universität Florenz. 1976 legte er in Erlangen das Staatsexamen für das Höhere Lehramt ab. Ab 1977 wissenschaftlicher Mitarbeiter von Hubert Rumpel und Karl-Heinz Ruffmann am Institut für Politische Wissenschaft Erlangen, wurde er 1979 summa cum laude zum Dr. phil. promoviert. Ab 1982 war er als Akademischer Rat auf Zeit am Lehrstuhl für Neuere und Neueste Geschichte (Adolf M. Birke) an der Universität Bayreuth tätig, bis er im Jahr 1985 an das Deutsche Historische Institut London (DHIL) wechselte. Dort war er bis 1992 als wissenschaftlicher Mitarbeiter angestellt. Während dieser Zeit habilitierte er sich 1991 an der Kulturwissenschaftlichen Fakultät in Bayreuth. Anschließend übernahm er Lehrstuhlvertretungen an der Ludwig-Maximilians-Universität München (Gerhard A. Ritter) sowie der Rheinischen Friedrich-Wilhelms-Universität in Bonn (Klaus Hildebrand) und arbeitete als Abteilungsleiter in der Außenstelle Potsdam zur Erforschung der Geschichte der SBZ/DDR des Münchner Instituts für Zeitgeschichte (IfZ). Im Jahr 1993 nahm Heydemann einen Ruf auf die Professur für Neuere und Zeitgeschichte am Historischen Seminar der Universität Leipzig an; seit 2016 ist er emeritiert. Zudem wurde er im Juli 2009 zum Direktor des Hannah-Arendt-Instituts für Totalitarismusforschung (HAIT) in Dresden berufen. Am 30. September 2016 endete diese Tätigkeit.
Heydemanns Forschungsschwerpunkte sind Geschichte der Deutschen Demokratischen Republik, Diktatur und Geschichte Italiens. Heydemann ist Mitglied des Fachbeirats Wissenschaft der Bundesstiftung zur Aufarbeitung der SED-Diktatur, Vorstandsmitglied der Gesellschaft für Deutschlandforschung, Mitglied der Wissenschaftlichen Beiräte des Deutschen Historischen Museums, des Instituts für Zeitgeschichte und der Stiftung Ettersberg, Mitglied des Stiftungsrates der Stiftung Sächsische Gedenkstätten zur Erinnerung an die Opfer politischer Gewaltherrschaft, Mitglied der Wissenschaftlichen Auswahlkommission „Pro Niedersachsen“, Kuratoriumsmitglied der Horst-Springer-Stiftung in der Friedrich-Ebert-Stiftung und Mitglied der Gestaltungskommission für den Dresdner Revolutionsweg 1989/90. Er ist Vertrauensdozent der Friedrich-Naumann-Stiftung für die Freiheit. Außerdem ist er Herausgeber der Zeitschrift Totalitarismus und Demokratie und Mitherausgeber von Processi Storici e Politiche di Pace. Er ist Vorsitzender der Jury des Verbandes Liberaler Akademiker für den Arno-Esch-Preis.

## Ehrungen
- 1980 Ernst-Richert-Preis für DDR- und vergleichende Deutschlandforschung des Bundesministeriums für innerdeutsche Beziehungen für seine Dissertation „Geschichtswissenschaft im geteilten Deutschland“
- 1992 Wolf-Erich-Kellner-Preis für seine Habilitationsschrift[4]
- 2007 Orden des Sterns von Italien

## Schriften
Monografien
- Geschichtswissenschaft im geteilten Deutschland. Entwicklungsgeschichte, Organisationsstruktur, Funktionen, Theorie- und Methodenprobleme in der Bundesrepublik Deutschland und in der DDR (= Erlanger historische Studien. Band 6). Lang, Frankfurt am Main u. a. 1980, ISBN 3-8204-6179-5.
- Carl Ludwig Sand. Die Tat als Attentat (= Oberfränkische Köpfe). Oberfränkische Verlagsanstalt, Hof 1985, ISBN 3-921615-66-6.
- Konstitution gegen Revolution. Die britische Deutschland- und Italienpolitik 1815–1848 (= Veröffentlichungen des Deutschen Historischen Instituts London. Band 36). Vandenhoeck & Ruprecht, Göttingen u. a. 1995, ISBN 3-525-36321-4.
- Die Innenpolitik der DDR (= Enzyklopädie Deutscher Geschichte. Band 66). Oldenbourg, München 2003, ISBN 3-486-55770-X.
- mit Detlev Brunner: Die Einheit und die Folgen. Eine Geschichte Deutschlands seit 1990 (= Schriftenreihe. Bd. 10811). Bundeszentrale für Politische Bildung, Bonn 2021, ISBN 978-3-7425-0811-9.

Herausgeberschaften
- mit Alexander Fischer: Geschichtswissenschaft in der DDR (= Schriftenreihe der Gesellschaft für Deutschlandforschung. Band 25). 2 Bände, Duncker & Humblot, Berlin 1988/90, ISBN 3-428-06560-3.

- Band 1: Historische Entwicklung, Theoriediskussion und Geschichtsdidaktik;
- Band 2: Vor- und Frühgeschichte bis neueste Geschichte.

- mit Adolf M. Birke: Die Herausforderung des europäischen Staatensystems. Nationale Ideologie und staatliches Interesse zwischen Restauration und Imperialismus (= Veröffentlichungen des Deutschen Historischen Instituts London. Band 23). Vandenhoeck & Ruprecht, Göttingen u. a. 1989, ISBN 3-525-36308-7.
- mit Lothar Kettenacker: Kirchen in der Diktatur. Drittes Reich und SED-Staat. Fünfzehn Beiträge (= Sammlung Vandenhoeck). Vandenhoeck & Ruprecht, Göttingen 1993, ISBN 3-525-01351-5.
- mit Alexander Fischer: Die politische „Wende“ 1989/90 in Sachsen. Rückblick und Zwischenbilanz (= Schriften des Hannah-Arendt-Instituts für Totalitarismusforschung. Band 1). Böhlau, Weimar u. a. 1995, ISBN 3-412-07995-2.
- mit Eckhard Jesse: Diktaturvergleich als Herausforderung. Theorie und Praxis (= Schriftenreihe der Gesellschaft für Deutschlandforschung. Band 65). Duncker & Humblot, Berlin 1998, ISBN 3-428-09715-7.
- mit Gunther Mai und Werner Müller: Revolution und Transformation 1989/90 in der DDR (= Schriftenreihe der Gesellschaft für Deutschlandforschung. Band 73). Duncker & Humblot, Berlin 1999, ISBN 3-428-10003-4.
- mit Eckart Klein: Staatsräson in Deutschland (= Schriftenreihe der Gesellschaft für Deutschlandforschung. Band 78). Duncker & Humblot, Berlin 2003, ISBN 3-428-11133-8.
- mit Heinrich Oberreuter: Diktaturen in Deutschland – Vergleichsaspekte (= Schriftenreihe. Band 398). Bundeszentrale für politische Bildung, Bonn 2003, ISBN 3-89331-482-2.
- mit Eckhard Jesse: 15 Jahre deutsche Einheit. Deutsch-deutsche Begegnungen, deutsch-deutsche Beziehungen (= Schriftenreihe der Gesellschaft für Deutschlandforschung. Band 89). Duncker & Humblot, Berlin 2006, ISBN 3-428-12130-9.
- mit Francesca Weil: Zuerst wurde der Parteisekretär begrüßt, dann der Rektor…. Zeitzeugenberichte von Angehörigen der Universität Leipzig (1945–1990) (= Beiträge zur Leipziger Universitäts- und Wissenschaftsgeschichte. Reihe B, Band 16). Evangelische Verlagsanstalt, Leipzig 2009, ISBN 978-3-374-02705-7.
- mit Karel Vodička: Vom Ostblock zur EU. Systemtransformationen 1990–2012 im Vergleich [mit 17 Tabellen] (= Schriften des Hannah-Arendt-Instituts für Totalitarismusforschung. Band 49). Vandenhoeck & Ruprecht, Göttingen 2013, ISBN 978-3-525-36960-9.
- mit Jan Erik Schulte und Francesca Weil: Sachsen und der Nationalsozialismus [mit 5 Tabellen] (= Schriften des Hannah-Arendt-Instituts für Totalitarismusforschung. Band 53). Vandenhoeck & Ruprecht, Göttingen 2014, ISBN 978-3-647-36964-8.
- mit Karl-Heinz Paqué (Hrsg.): Planwirtschaft – Privatisierung – Marktwirtschaft. Wirtschaftsordnung und -entwicklung in der SBZ/DDR und den neuen Bundesländern 1945–1994. Vandenhoeck & Ruprecht, Göttingen 2017 (= Schriften des Hannah-Arendt-Instituts für Totalitarismusforschung. Band 63), ISBN 978-3-525-36975-3.